# Brigelius János Ádám
Brigelius János Ádám (18. század) orvos.
Székesfehérvárott született, ahol atyja mint Fejér megye hires főorvosa lakott; a humanióráknak szülővárosában végeztével ő is a természettudományokat tanulására tért át és orvossá lett. 

## Munkája
Dissertatio inaug. historico-chemico-medica sistens tentamen de veterum alosanthos, chaldeorum borith, hebraeorum neter. arabum beorek, graecorum nitro, hispaniorum soda, tamquam analogis hungarorum széksó seu natri pannonici. Viennae, 1777.